# Райлі Неш
Райлі Неш (англ. Riley Nash; 9 травня 1989, м. Консорт, Канада) — канадський хокеїст, центральний/правий нападник. Виступає за «Кароліна Гаррікейнс» у Національній хокейній лізі.
Виступав за Корнельський університет (NCAA), «Шарлотт Чекерс» (АХЛ), «Кароліна Гаррікейнс».
В чемпіонатах НХЛ — 178 матчів (22+37), у турнірах Кубка Стенлі — 0 матчів (0+0). 